# 穢多
穢多（えた）とは、日本において中世以前から見られる皮田や清目や河原者から出来た身分制度の身分のひとつである。長吏、調里（ちょうり）とも。

## 解釈
日本仏教、神道における「穢れ」観念からきた「穢れが多い仕事」や「穢れ多い者（罪人）が行なう生業」の呼称、非人身分の俗称とする説もあるが、それより古く、古代の被征服民族にして賤業を課せられた奴隷を起源と見る立場もある。
穢多は平安時代までには始まったとされ、江戸時代に確立され、呼称は明治時代に廃止された。鎌倉時代までには奈良と京都に「穢多」が存在したことが明らかになっている。

江戸時代における身分について京都大学名誉教授朝尾直弘によれば
士と農工商の間に大きな身分的格差があるのであって、農工商の三つについてはほぼ同列だと考えられている。これを平民あるいは平人として一括する意見もある。その下にいわゆる「穢多・非人」と呼ばれた階層があった。大きな線、区別は士と農工商、農工商とその下の「穢多・非人」との間にあった、ということが明らかになってきている。
という。

## 名称
「穢多」ということばの文献上の初出は13世紀においてであり、『天狗草紙』（1296年（永仁4年））などに見られる。1600年代においては、イエズス会が編纂した『日葡辞書』に、「えた」という単語が掲載されている。江戸幕府の公文書には1644年（正保元年）以降に現れる。
935年（承平5年）に編纂された『和名類聚抄』は「屠児」の訓を「恵止利（えとり）」とした上で「牛馬を屠り肉を取り鷹雞の餌とするの義なり」と解説している。また、1275年（建治元年）に北条実時に献上されたとされる『名語記』には「河原の辺に住して牛馬を食する人をゑたとなつく、如何」「ゑたは餌取也。ゑとりをゑたといへる也」と記されており、また同時期の『塵袋』には「根本は餌取と云ふへき歟。餌と云ふは、ししむら鷹の餌を云ふなるへし」とある。つまり、元々は鷹などを飼うための餌を取る職業を意味しており、それが転じて殺生を業とする者全般が穢多と呼ばれるようになった。つまり、「穢多」は、元々「えとり」であり、塵袋にあるように、旃陀羅、すなわち狩猟文化と密接な関係を持つ異文化の人々を指したが、それが「えた」と呼ばれるようになったと言われる。
時に「エッタ」などとなまって呼ばれることもあり、地域によっては「エッタボシ」などの呼称もある。2011年1月5日には、御所市柏原「水平社博物館」にて韓国をテーマとする展示に関わり「エッタ」を連呼する活動が行われ、これら一連の活動は水平社博物館前差別街宣事件となった。

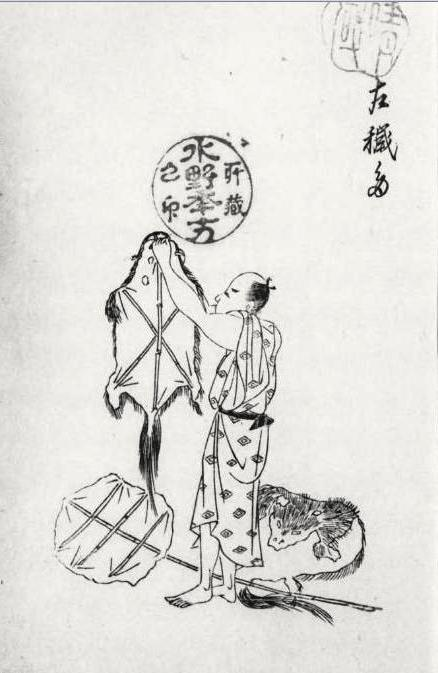
穢多。江戸職人歌合. 石原正明著 (片野東四郎, 1900)

## 職業と発生史
穢多の生業は中世以降徐々に形成されたもので、制度としては江戸幕府のもとで確立した。
タカを使って鳥を捕らえることは仁徳天皇の代からあり、また、大宝令官制に主鷹司の規定があり、これに付随する餌取の由来もまた古く、屠る者がこれに従事した。一方、『延喜式』には猪鹿の肉を天皇に供する規定があったが、仏教の殺生禁止の決まりから肉食を穢れたものと見なす風が広まり、屠者を蔑視する風も広まった。彼らは京都鴨川河原に小屋住まいをし、都の民のために賤業に従事した。いわゆる河原者である。下鴨神社が河原の近くにあったので、その穢れのおよぶことを避けるために『延喜式』には付近に濫僧屠者の居住することを禁じた。濫僧とは、非人法師で、国司の厳しい誅求に耐えかね、地方民が出家して公民籍から離脱したものである。三善清行は「今天下の民三分の二は禿首の徒なり」と述べた（意見封事）ほどで、その一部が京都に来て、屠者とともに河原者になった。当時は両者の区別があったが、のちに同一視され、餌取法師、エタと呼ばれた。その職業には都市清掃もあり、浄人（きよめ）とも呼ばれた。『塵袋』には、キヨメをエタといい、もとは餌取で濫僧とも呼ばれ、旃陀羅のことであるとあり、『壒嚢鈔』には、河原者をエッタというとある。彼らはまたその居住地から、坂の者、散所の者とも呼ばれた。中でも京都の清水坂の坂の者が有名であった。清水坂の坂の者は祇園感受院に属して犬神人と呼ばれ、延喜寺僧兵出兵の際などその先手を務めた。各部落には長がいて、その村落の警護にあたり住民から報酬を受けた。これを長吏法師といった。長吏には縄張りがあり、寛元年間、清水坂の長吏と奈良坂の長吏とがいさかいを起こしたことがある。
江戸時代には、斃牛馬（「屠殺」は禁止されていた）の処理と獣皮の加工やまた革製品の製造販売などの皮革関係の仕事（これらは武士の直属職人という位置づけもあった）、刑吏・捕吏・番太・山番・水番などの下級官僚的な仕事、祭礼などでの「清め」役や各種芸能ものの支配（芸人・芸能人を含む）、草履・雪駄作りとその販売、灯心などの製造販売、筬（高度な専門的技術を要する織機の部品）の製造販売・竹細工の製造販売など、多様な職業を家業として独占していた。また関東では浅草弾左衛門のもとで非人身分を支配していた。一口に穢多といっても日本の東西で違いは大きいので注意が必要である。

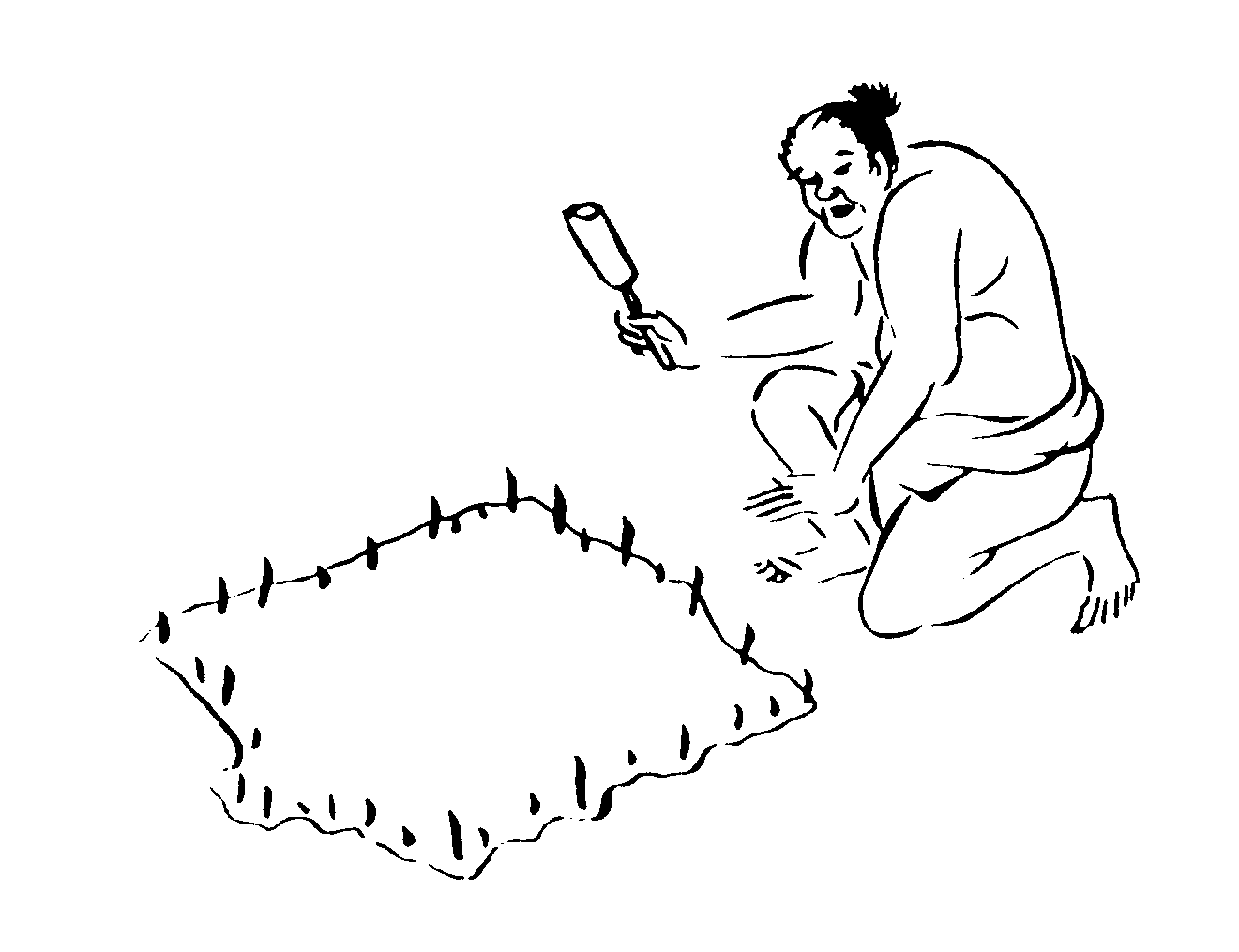
七十一番職人歌合36番「穢多」より。「この皮は大まいかな」

穢多の原形は奈良時代にはすでに存在していたようで、『播磨国風土記』（713〜715年（和銅6年〜霊亀元年））に「恵多」の記載が見られる。「穢多」表記の初見は鎌倉時代の『天狗草紙』（1296年（永仁4年））であり，四条河原に出て肉食しようとした天狗を穢多童子が捕らえて首をねじり殺したと書かれ、川原で肉を扱い鳥を捕る童形の人物として描かれている。また、天狗の恐れるものの一つとして「穢多のきもきり（肝切?）」を挙げており、天狗に恐れられる存在であった。この集団は室町時代あたりから差別の対象になっていたのだが、その差別は緩やかであり、しかも戦国時代には皮革上納が軍需産業（皮革は鎧や馬具の主材料）であった事から保護もされた。東日本の大名の中には領国に穢多に相当する生業をする者がおらず、軍需生産のために西国から穢多に従事する者を呼び寄せ、領国に定住させ皮革生産に当たらせた例もみられる。1500年（明応9年）頃に成立したとされる『七十一番職人歌合』には三十六番でいたかとともに詠まれ、諸肌脱ぎ、束髪、裸足で皮をなめしている姿が描かれている。江戸時代になり鎖国体制が確立すると、東南アジアからの皮製品の輸入が途絶え、深刻な皮不足が生じた。このため皮革原料としての斃牛馬は一段と重要になり、斃牛馬処理は厳しく統制されるとともに、各農村に穢多が配置されて皮革原料の獲得に当たることになった。
居住していたのは村外れや川の側など、農業に適さない場所であったことが多い。皮なめしなどの仕事が主であったため、当初は「かわた・きよめ」とも呼ばれていたが、やがて「えた」という卑称が定着化していく。皮なめしなどの仕事はかなりの臭いを発生させるため、その臭いを嫌い、離れた場所に住まわせられる傾向があった。穢多頭の支配下にあり、一般人との交際や居住地を制限された。

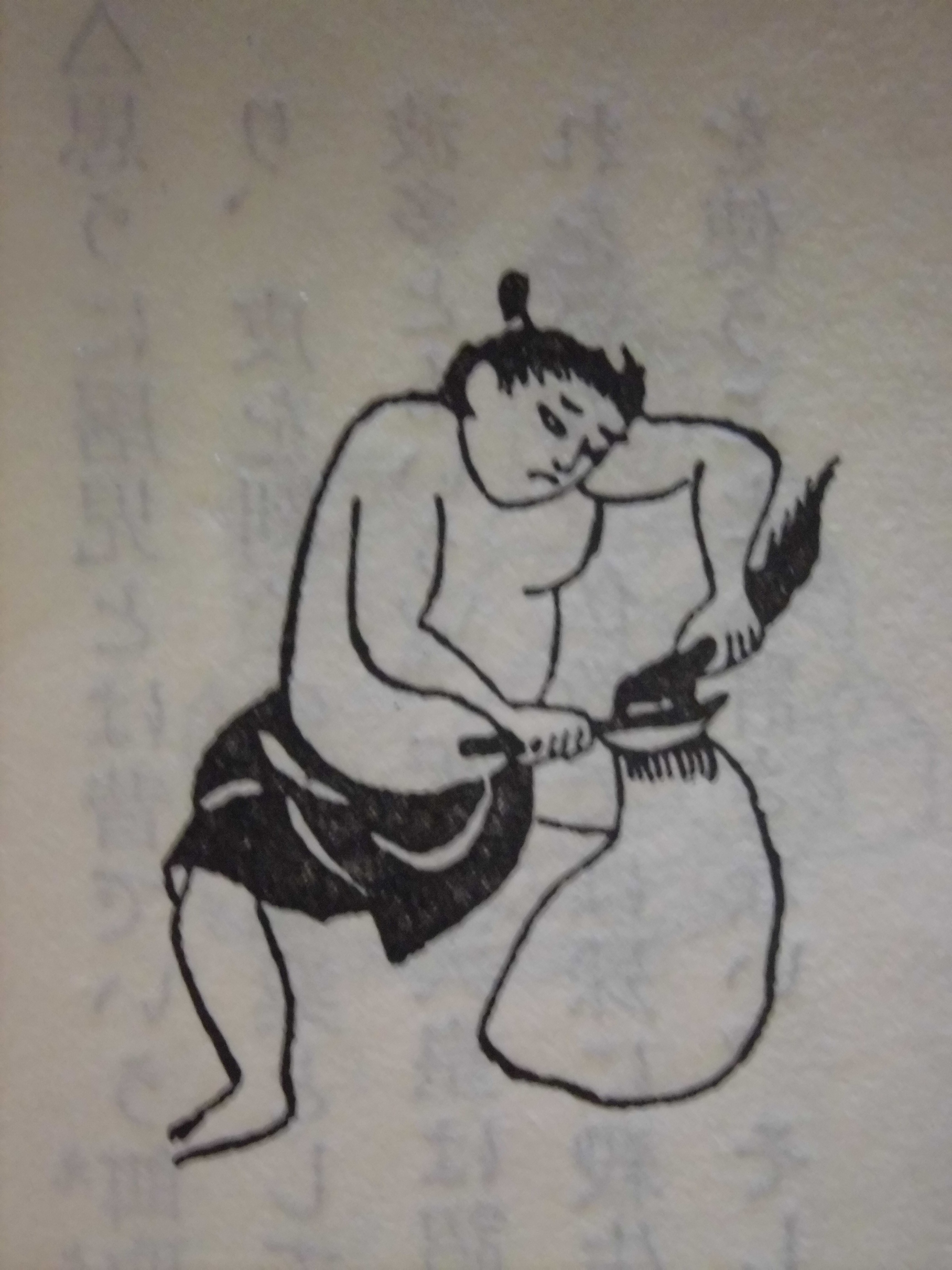
穢多
（『和漢三才図会』（正徳2年（1712年）成立）より）

日本では殺生を嫌う仏教と、血を穢れとして嫌う神道の両方の影響から、動物の死体を扱う事を忌む思想があった（従って日本独自である。ただし、阿部謹也『刑吏の社会史』によると、中世ヨーロッパでは動物の解体に携わる職業の者はギルドの構成員とはされなかったとされている）。関東に関しては幕府は長吏頭弾左衛門（穢多頭矢野弾左衛門）にその支配権を与え、制度を整備し、穢多および非人身分を間接支配した。皮革の製造加工の権利を独占（実行は非人が独占）していたため、頭の矢野弾左衛門にもなるとかなりの富を得ており、大身旗本並みの格式と10万石の大名並みの財力と称され、武士や商人への金貸し業にも手を染めた。井原西鶴は『日本永代蔵』の中で「人しらねばとて、えたむらへ腰をかがめ」と皮肉を込めて記している。
町人（商人や職人）は、御家人株の売買などによって身分を変える事が出来たが、穢多の多くが非人身分であったためそのような行為は出来なかった。非人身分とそれ以外では火の貸し借りができない、非人は下駄を履いてはならないなど、社会的な差別も多々あった。穢多は居住地が地図に表示されないなどの差別を受けたとされているが、田畑を農民（農奴）同様に耕し年貢も納めている例があるなど一概には語れない。江戸時代を通じて穢多に限定された職種が保証されていたため、経済的には相当安定していた。寺請制度による人別帳による人口動態を見ると江戸期を通じてほぼ順調に人口を増加させていることが多い。
明治時代になり、1871年身分解放令により、穢多の公称、非人身分（刑罰：非人手下）が廃止時には28万人あまりだった。そして同時に死牛馬取得権、職業の独占も失ったため経済的困窮に陥った例が多い。なお、解放令は地租改正、徴兵令、学制とともに村請制度が廃止され、当時の民衆からの強い反発を受けた。当時各地で発生した明治政府反対一揆の中で、枝郷（枝村）の打ち壊しを伴うものを解放令反対一揆と呼ばせている。

## 日本国外
「穢多」と同じように皮革や死体の処理をさせられる身分として、インドのアウト・カースト（アチュート）が挙げられる。こちらは業種がもっと多岐にわたっている上、法の上では差別が禁止されている現在でも差別が続いており、アウト・カースト集落の襲撃なども起きている。李氏朝鮮の白丁も知られるが、こちらは日韓併合による身分制度の廃止や朝鮮戦争の混乱の影響による大規模な人口移動と戸籍等の記録の消滅により、階級を問わず大部分の人々の元の身分階級が不明となったため現在では白丁出身と公開している人物はおらず、結果的に白丁出身だからという差別行為は存在しないが差別意識は今だ存在し侮辱用語としても残っている。